# Potocki (Adelsgeschlecht)

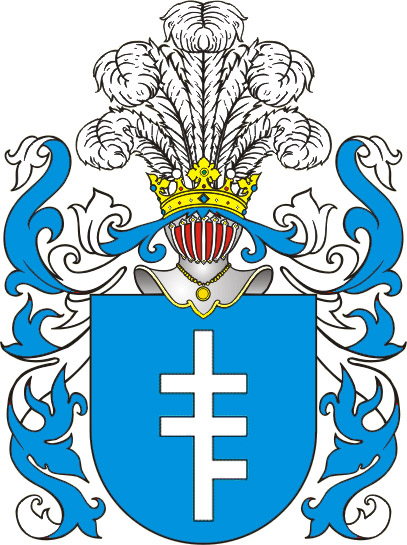
Wappen der Potockis

Potocki ist der Name einer polnischen Magnatenfamilie, die ab der Teilung Polens dem preußischen, österreichischen und russischen Adelsstand angehörte.

## Geschichte
Die Potockis sind eine berühmte Adelsfamilie, deren Ursprung in dem Ort Potok in Kleinpolen liegt. Die Familie war stark in die Geschichte Polens, insbesondere der ostpolnischen Grenzregion, der heutigen Ukraine, involviert. Die Familie ist für eine Vielzahl polnischer Staatsmänner, Militärführer und Kulturförderer bekannt.
Der erste bekannte Potocki war Żyrosław z Potoka. Die Kinder seines Sohnes Alexander waren die Stammeltern neuer Adelsfamilien, wie den Moskorzewkis, Stanisławskis, Tworowskis, Borowskis und Stosłdowskis.
Jakub Potocki (um 1481–1551) war der Stammvater der Magnatenlinie der Potocki.
Die Magnatenlinie spaltete sich in drei Hauptlinien auf:
- "Linia hetmańska" ("Srebrna Pilawa"), zu Deutsch: "Hetmanslinie" ("Silberne Pilawa"),
- "Linia Prymasowa" ("Złota Pilawa"), zu Deutsch: "Hauptlinie" ("Goldene Pilawa"),
- "Żelazna Pilawa", welche als die Älteste angesehen wird, zu deutsch: "Eiserne Pilawa".

Die Złota Pilawa bekamen den Grafentitel 1606 vom Kaiser des Heiligen Römischen Reiches Deutscher Nation verliehen.
1631 starb Stefan Potocki, der Gründer der Linie "Złota Pilawa", und wurde in Złoty Potok (Goldenes Potok, einem Dorf das seiner Linie gehörte) beigesetzt. Seine Nachfahren begannen ihr Wappen in Goldfarbe zu führen, weswegen die Linie "Złota Pilawa" (Goldene Pilawa) genannt wurde.
Die 3 Hauptlinien teilten sich nach der Zeit in weitere Zweige (poln. Gałąź) auf:
- "Gałąź łańcucka",
- "Gałąź krzeszowicka",
- "Gałąź tulczyńska",
- "Gałąź podhajecka",
- "Gałąź wilanowska",
- "Gałąź buczacka",
- "Gałąź smotrycka",
- "Gałąź lwowska",
- "Gałąź guzowska,
- "Gałąź chrząstowska".

Benannt nach den Hauptsitzen des jeweiligen Zweiges.
Im Zuge der Teilung Polens befand sich ein Zweig der Familie fortan im vom Preußen gegründeten Großherzogtum Posen und gehörte somit dem preußischen Adel an. Ein anderer Zweig gelang ebenfalls im Zuge der Teilung Polens in den von der Habsburger Monarchie gegründeten und als Kronland regierten Königreich Galizien und Lodomerien und gehörten somit dem österreichischen Adel an. Ein dritter Zweig wurde im Zuge der Teilung Polens in den russischen Adelsstand aufgenommen.

## Wappen und Motto
Die Potocki-Familie benutzte das Pilawa-Wappen und ihr Motto war "Scutum opponebat scuto" (Schild bekämpft Schild).

## Bekannte Mitglieder

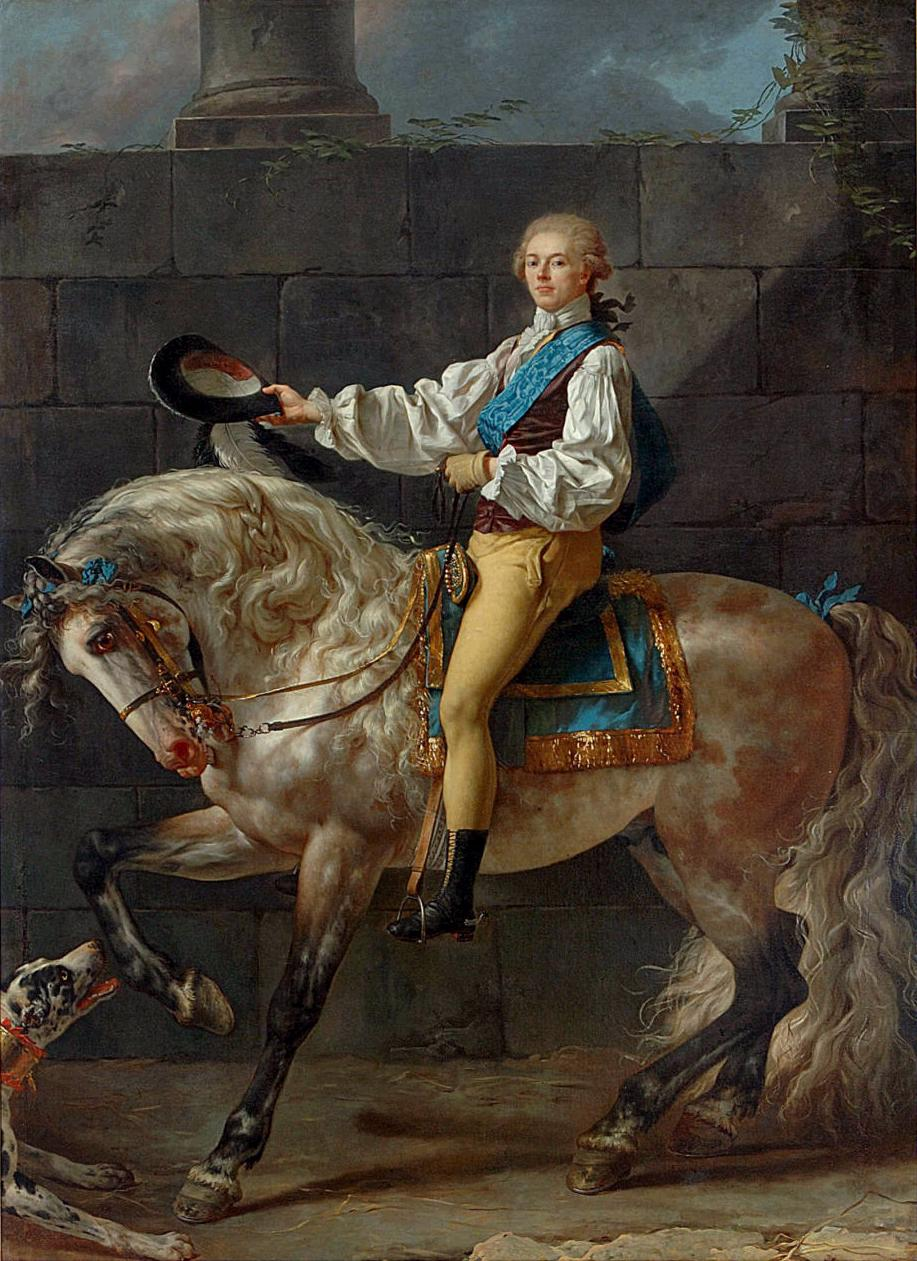
Jacques-Louis David: Kostka Potocki zu Pferd, 1781, Wilanów.

- Adam Potocki (1822–1872), konservativer Politiker, Abgeordneter zum galizischen Landtag
- Aleksander Potocki (1776–1845), Politiker, Bauherr von Natolin
- Alfred Potocki (1786–1862), Politiker, Großindustrieller in Galizien
- Alfred Józef Potocki (1822–1889), Ministerpräsident Cisleithaniens in Österreich-Ungarn
- Andrzej Potocki († 1691/1692), Feldhetman
- Andrzej Kazimierz Potocki (1861–1908), Politiker
- Artur Potocki (1850–1890), Abgeordneter zum galizischen Landtag, Mitglied des Herrenhauses, Freund von Kronprinzessin Stephanie
- Delfina Potocka geborene Komarówna (1807–1877), Muse des Komponisten Fryderyk Chopin und des Dichters Zygmunt Krasiński
- Franciszek Ksawery Potocki (um 1775–nach 1837), Jurist
- Franciszek Salezy Potocki (1700–1772), Woiwode von Kiew
- Franciszek Stanisław Potocki (1788–1853), polnischer Politiker
- Ignacy Potocki (1750–1809), Staatsmann, Schriftsteller
- Jan Potocki (1761–1815), Schriftsteller, Verfasser des Romans Die Handschrift von Saragossa
- Jerzy Józef Potocki (1889–1961), Botschafter
- Józef Potocki (1673–1751), Kronhetman, Gegner der Sachsenkönige
- Kostka Potocki (1755–1821), Staatsmann, Schriftsteller
- Mikołaj Potocki (um 1593–1651), Feldherr
- Mikołaj Bazyli Potocki (1707/1708–1782), Starost von Kaniw, Mäzen
- Szczęsny Potocki (1751–1805), General der Kronartillerie, Marschall der Konföderation von Targowica
- Stefan Potocki (um 1568–1631), Woiwode von Bracław, Feldherr
- Stefan Potocki (um 1624–1648), Starost von Nischyn, Feldherr
- Teodor Andrzej Potocki (1664–1738), Bischof von Kulm und Ermland, Erzbischof von Gnesen, Primas von Polen
- Wacław Potocki (1621–1696), Schriftsteller
- Walentyn Potocki (?–1749), als Abraham ben Abraham zum Judentum konvertiert
- Zofia Potocka geschiedene Wittowa (1760–1822), griechische Kurtisane, Mätresse von Grigori Potemkin, Gattin von Szczęsny Potocki

## Potocki-Paläste
Die Potockis besaßen eine Vielzahl großer Paläste in Polen. In ihrem Besitz befanden sich zum Beispiel:
- Potocki-Palast in Jabłonna bei Warschau
- Schloss in Łańcut
- Potocki-Palast in Lemberg
- Liwadija-Palast bei Jalta (Krim)
- Potocki-Palast in Natolin
- Potocki-Palast in Warschau
- Wilanów-Palast, Warschau

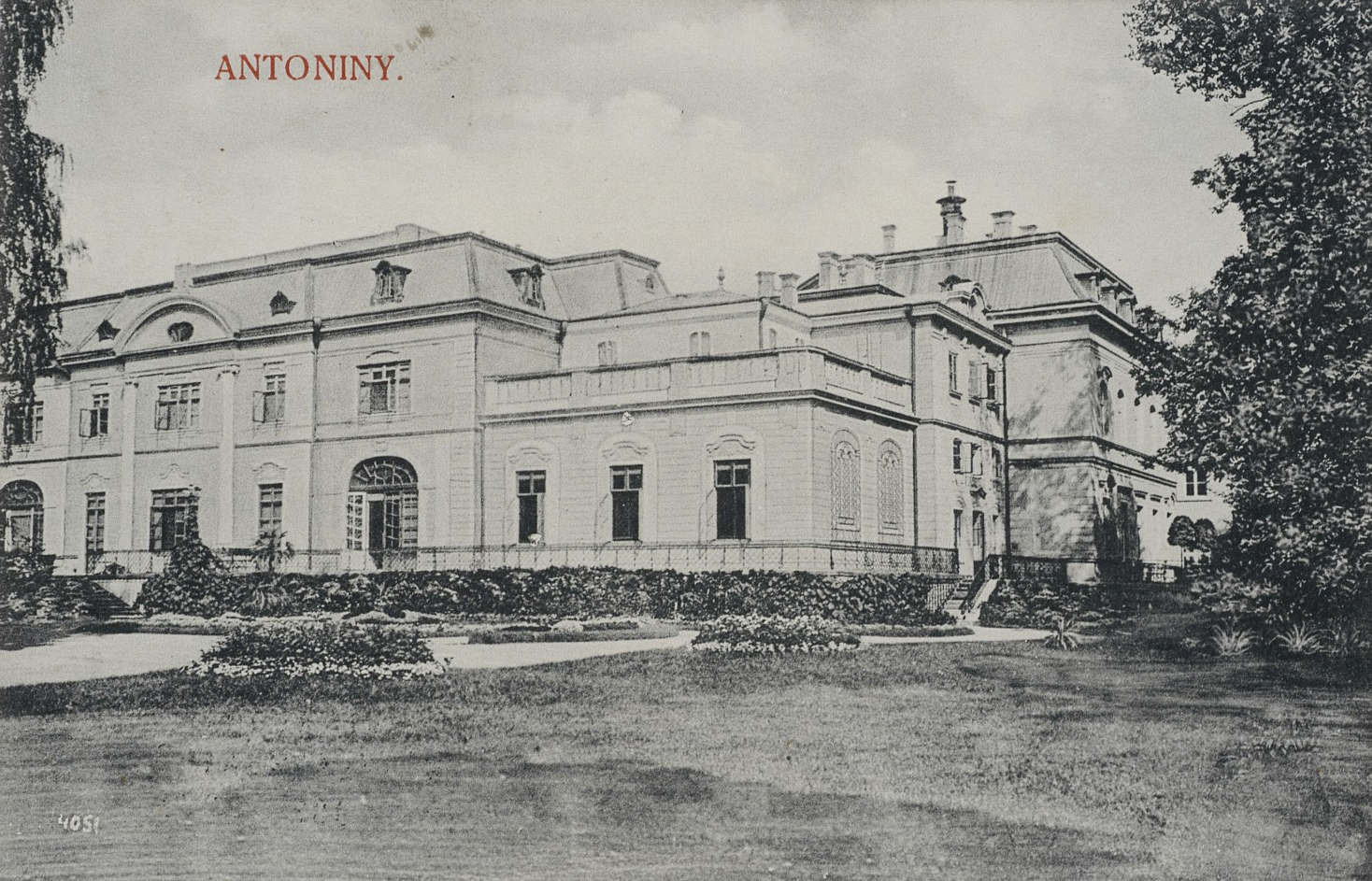
Schloss in Antoniny (Oblast Chmelnyzkyj, Ukraine)
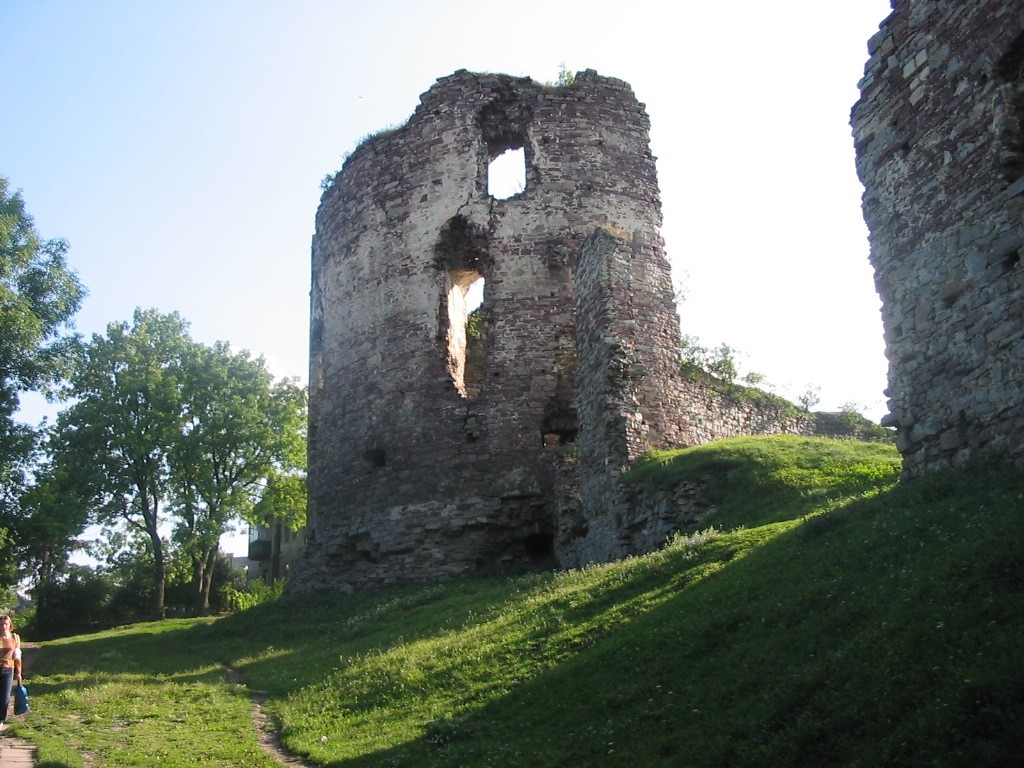
Ruine von Schloss Buczacz
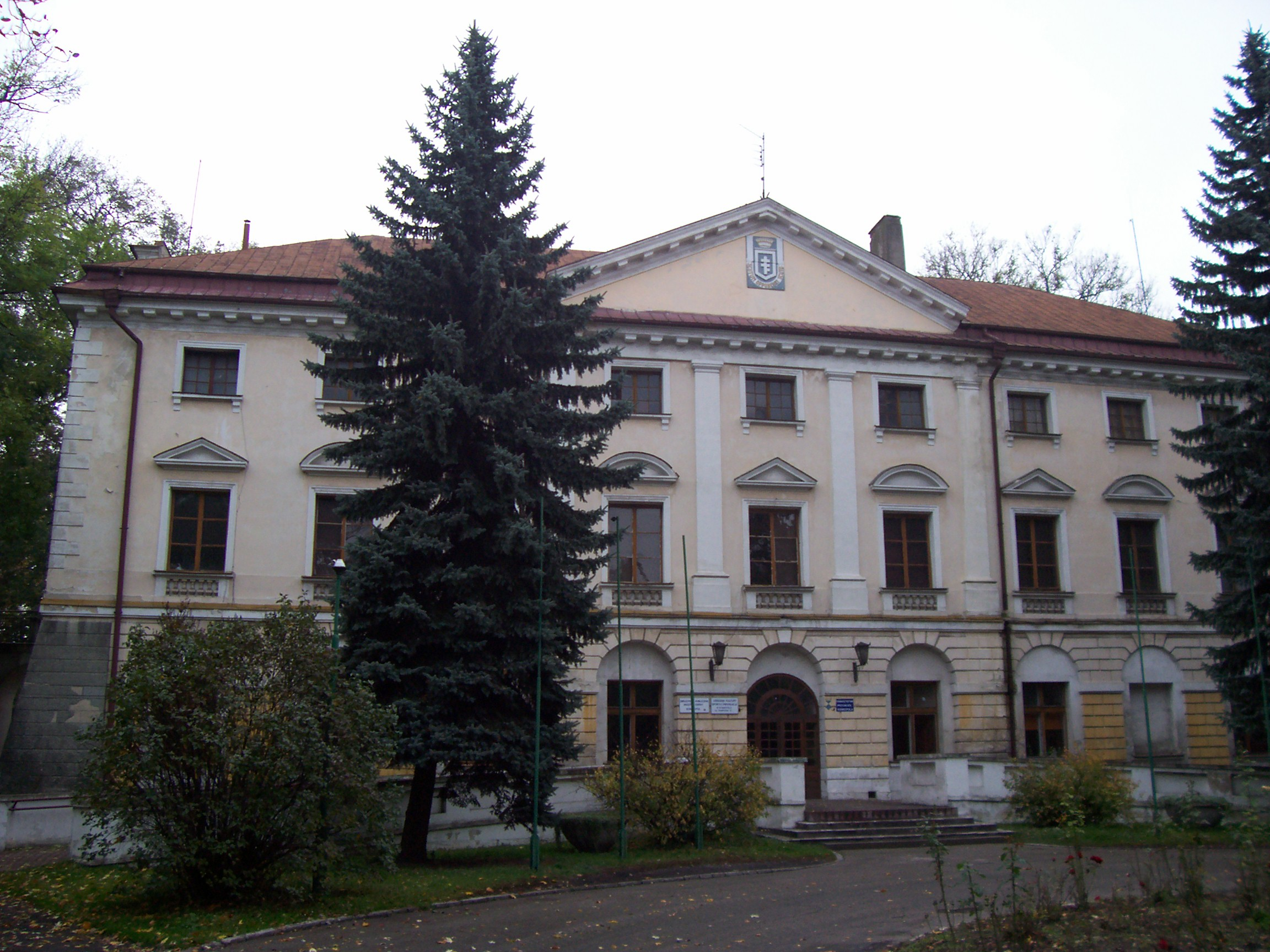
Schloss Chrząstow (Koniecpol)
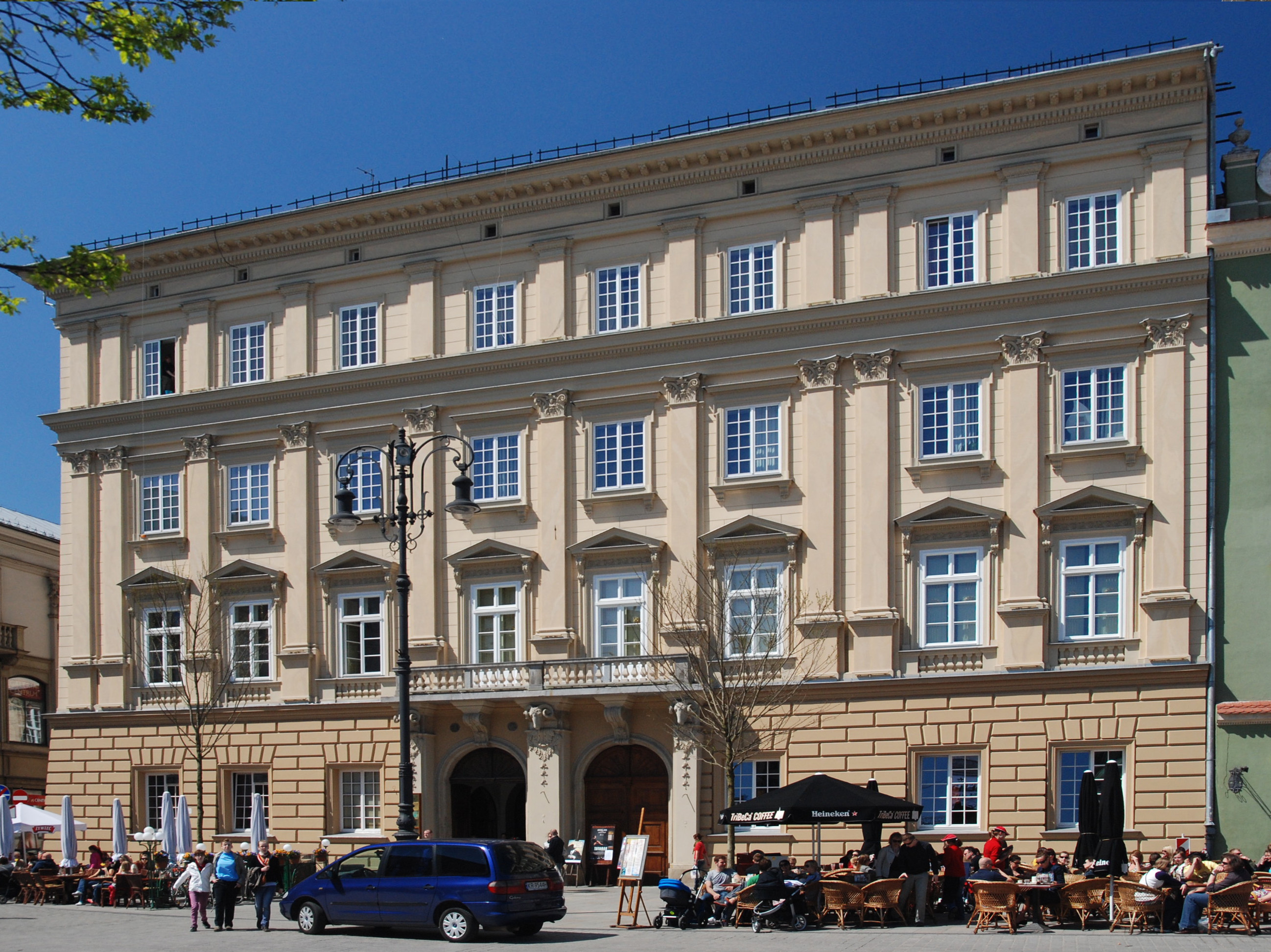
Palais Pod Baranami, Krakau
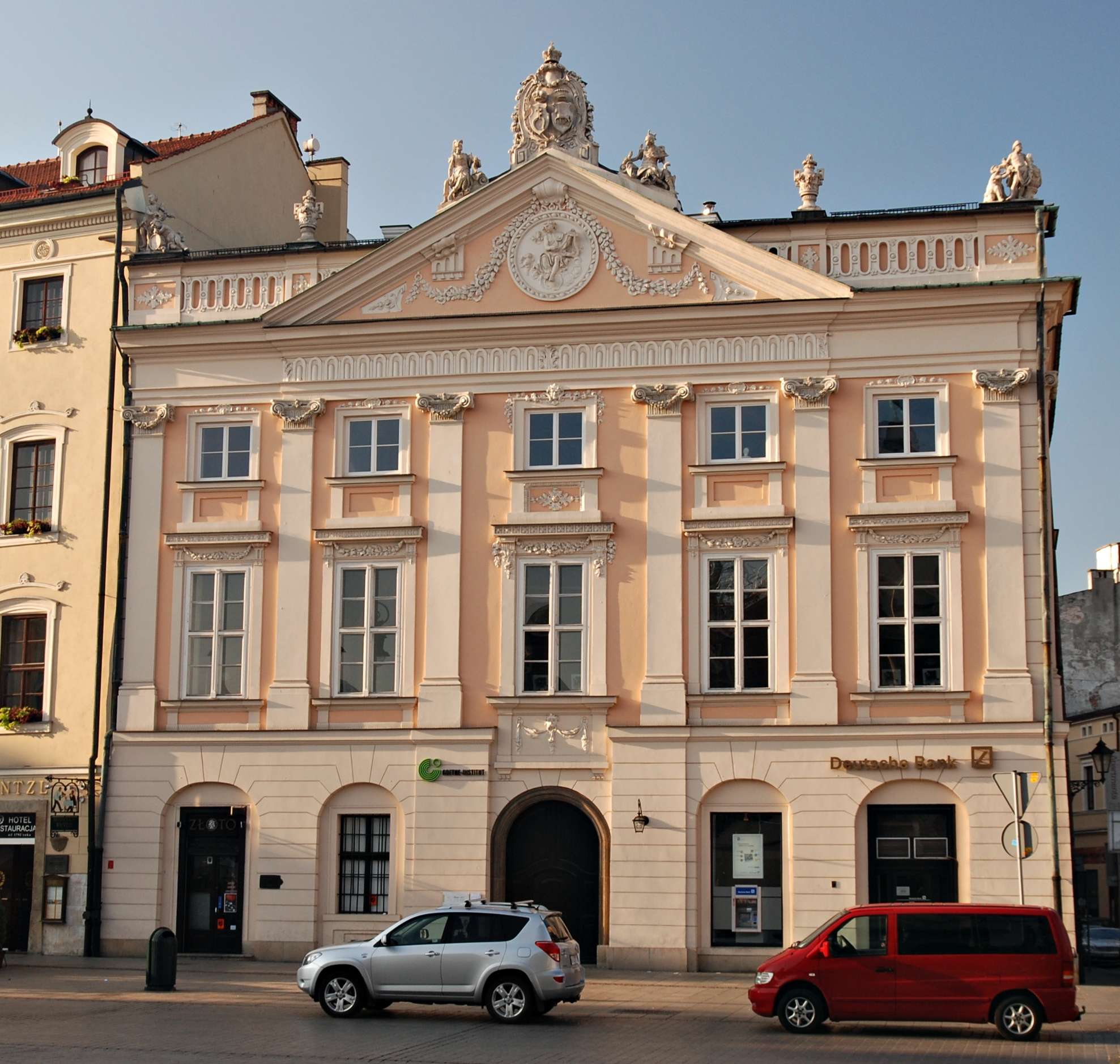
Zbaraski-Palais, Krakau
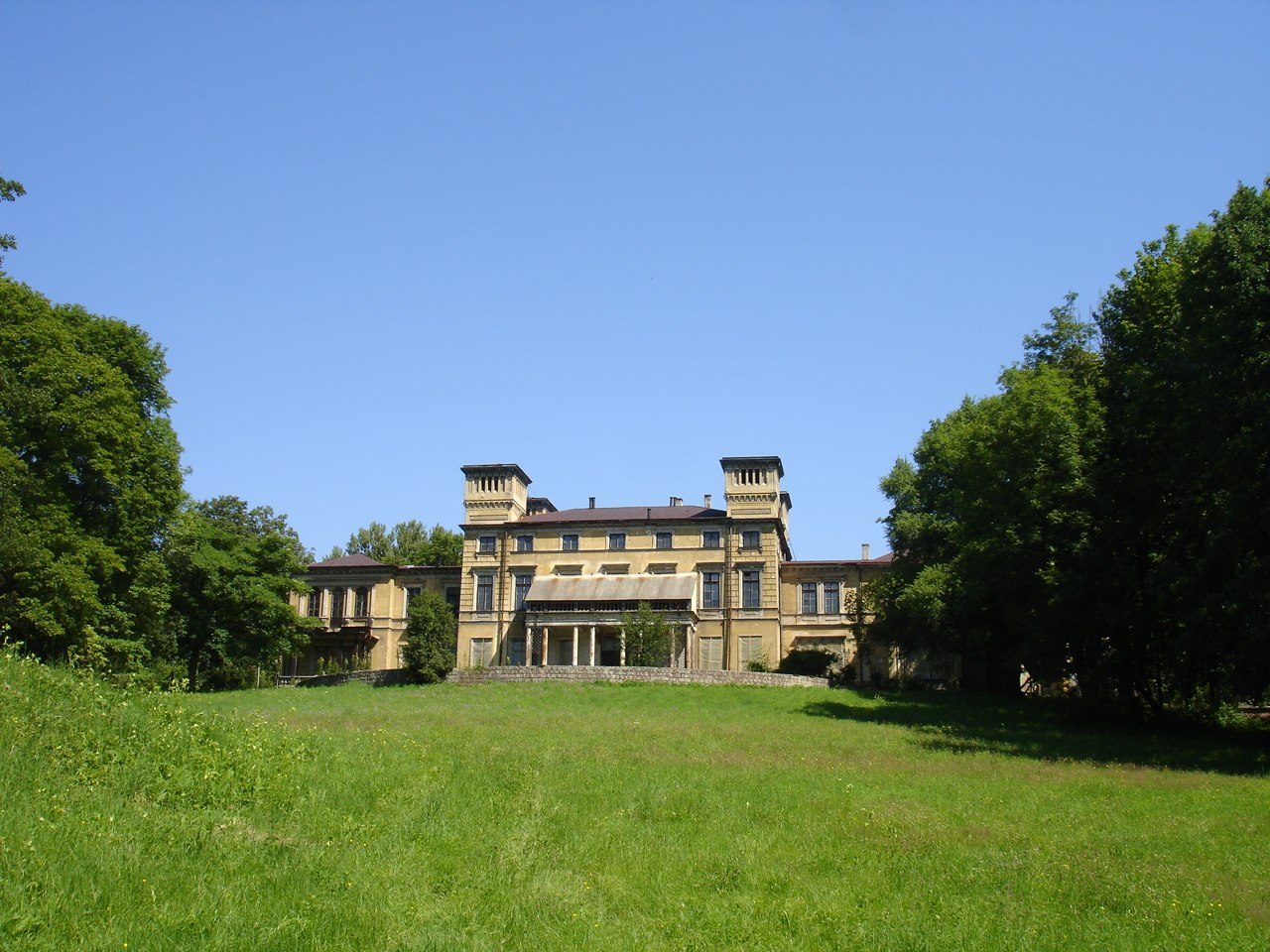
Palast von Adam Józef Potocki, Krzeszowice
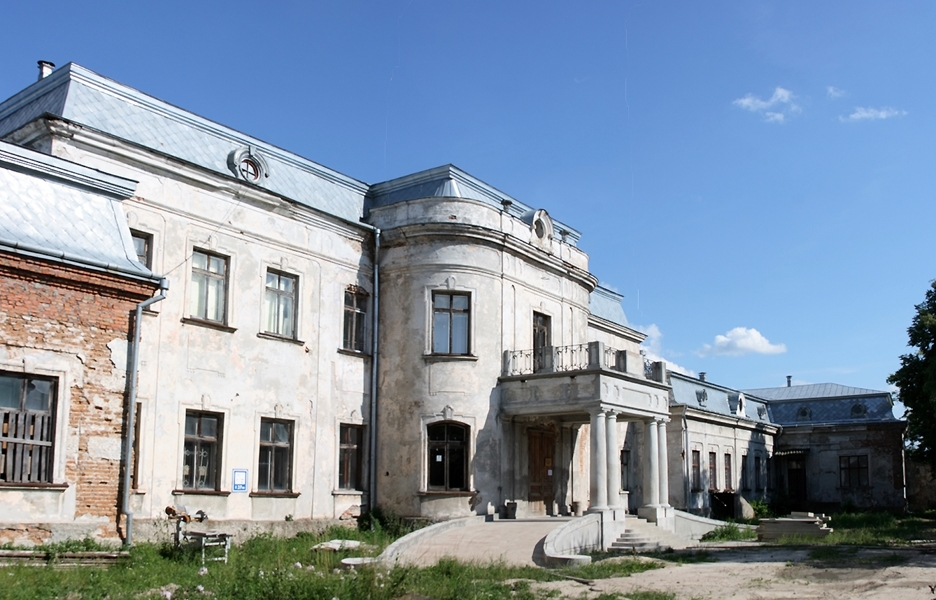
Palast in Krystynopol (Tscherwonohrad)
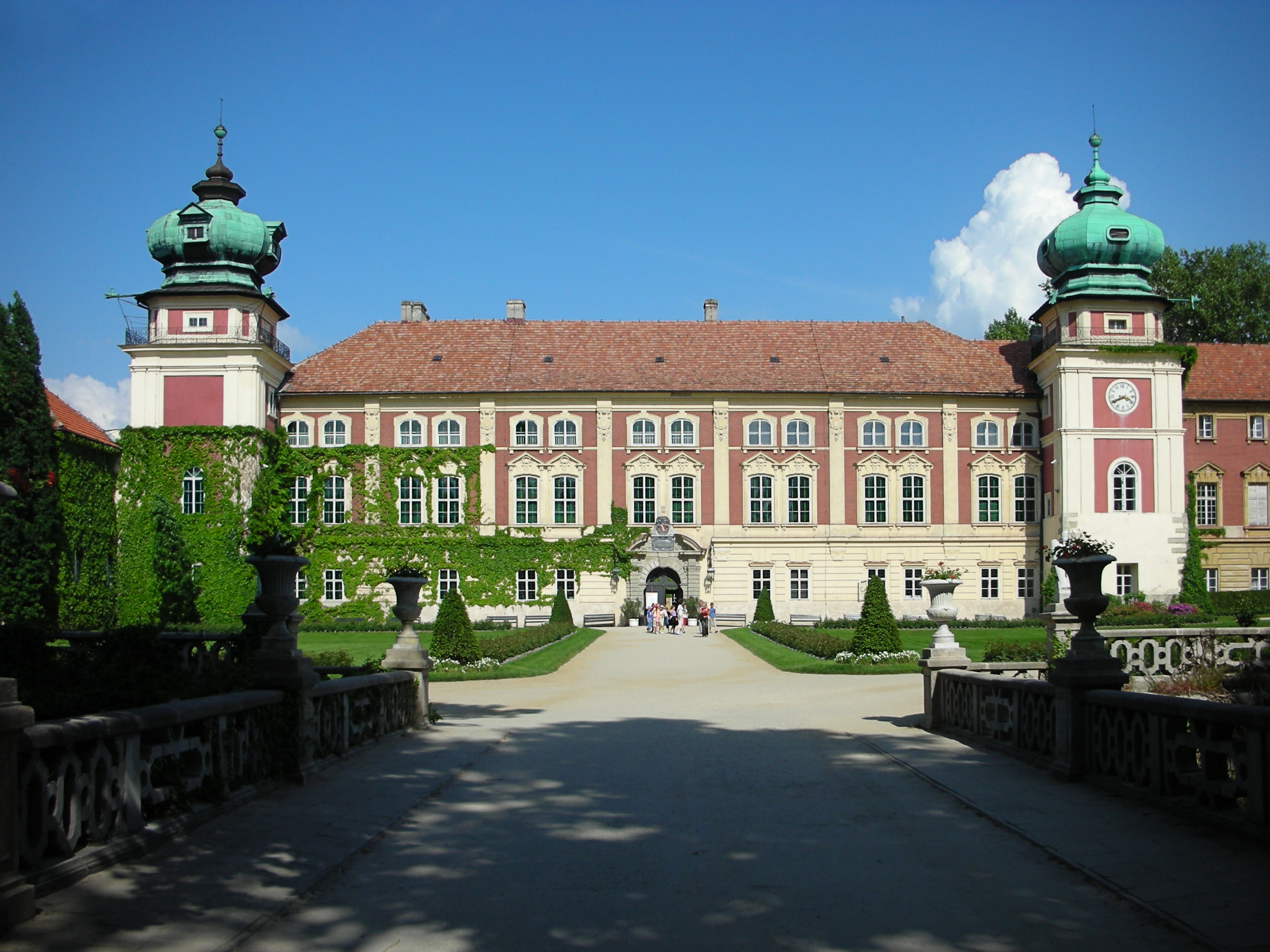
Schloss in Łańcut
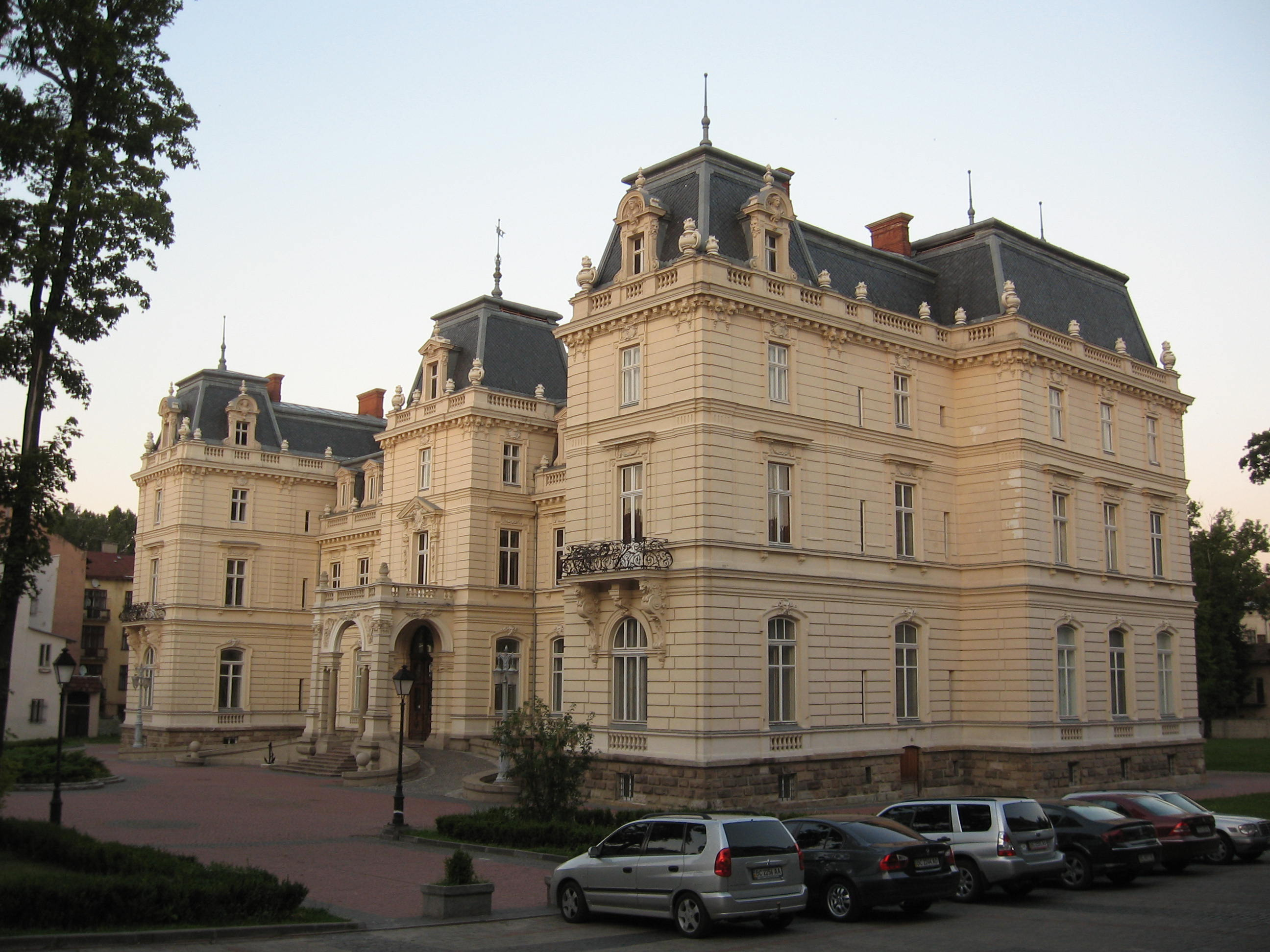
Potocki-Palast in Lemberg
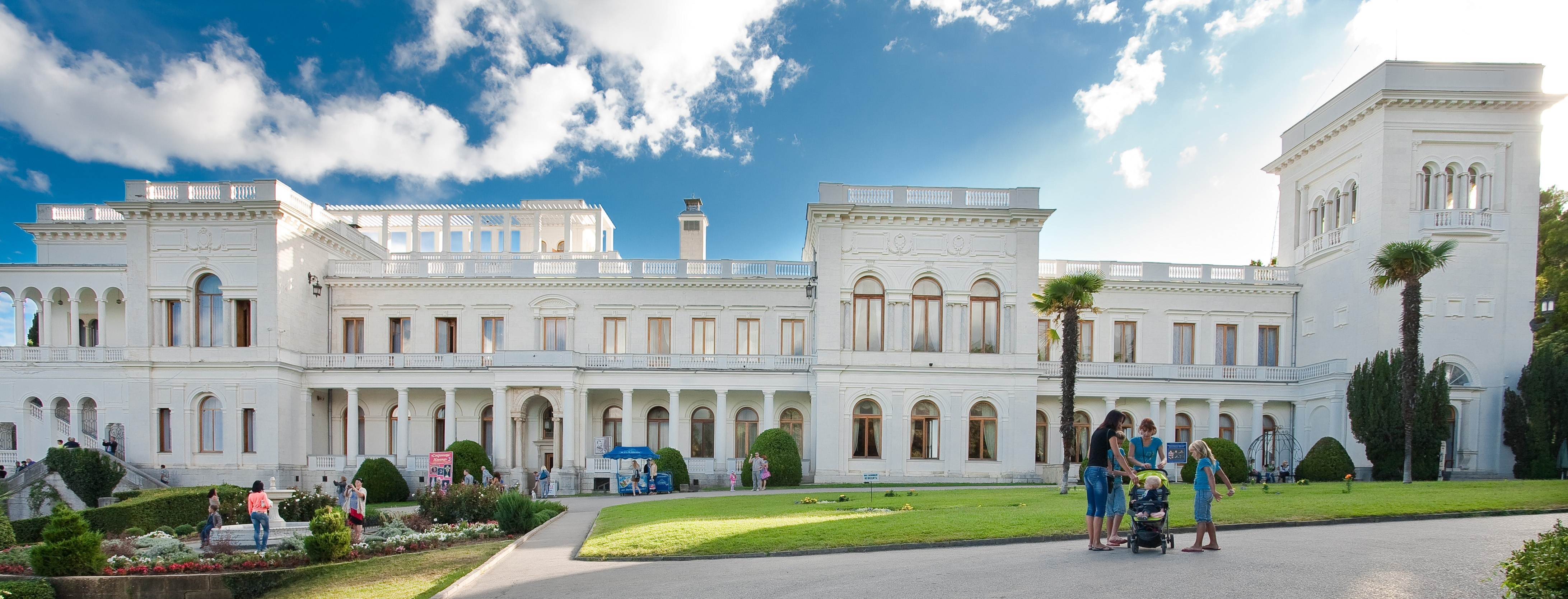
Liwadija-Palast bei Jalta (Krim)
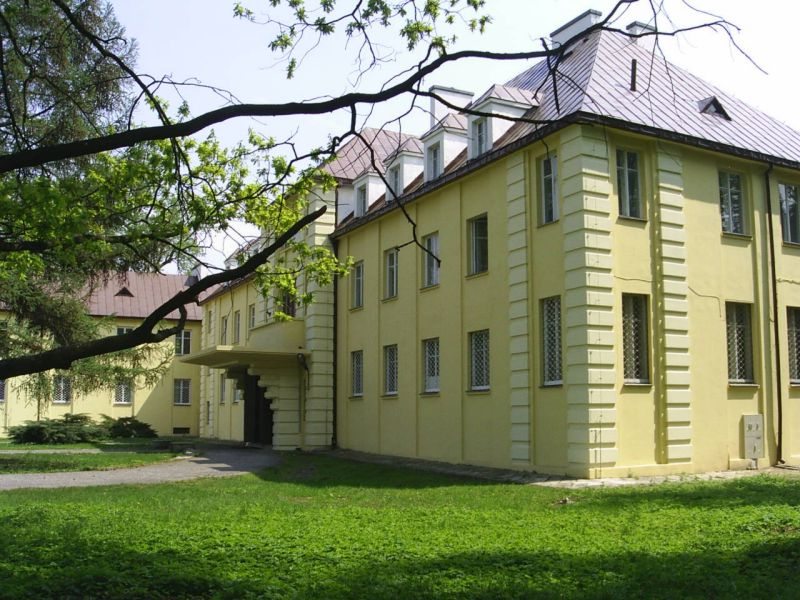
Palast in Międzyrzec Podlaski
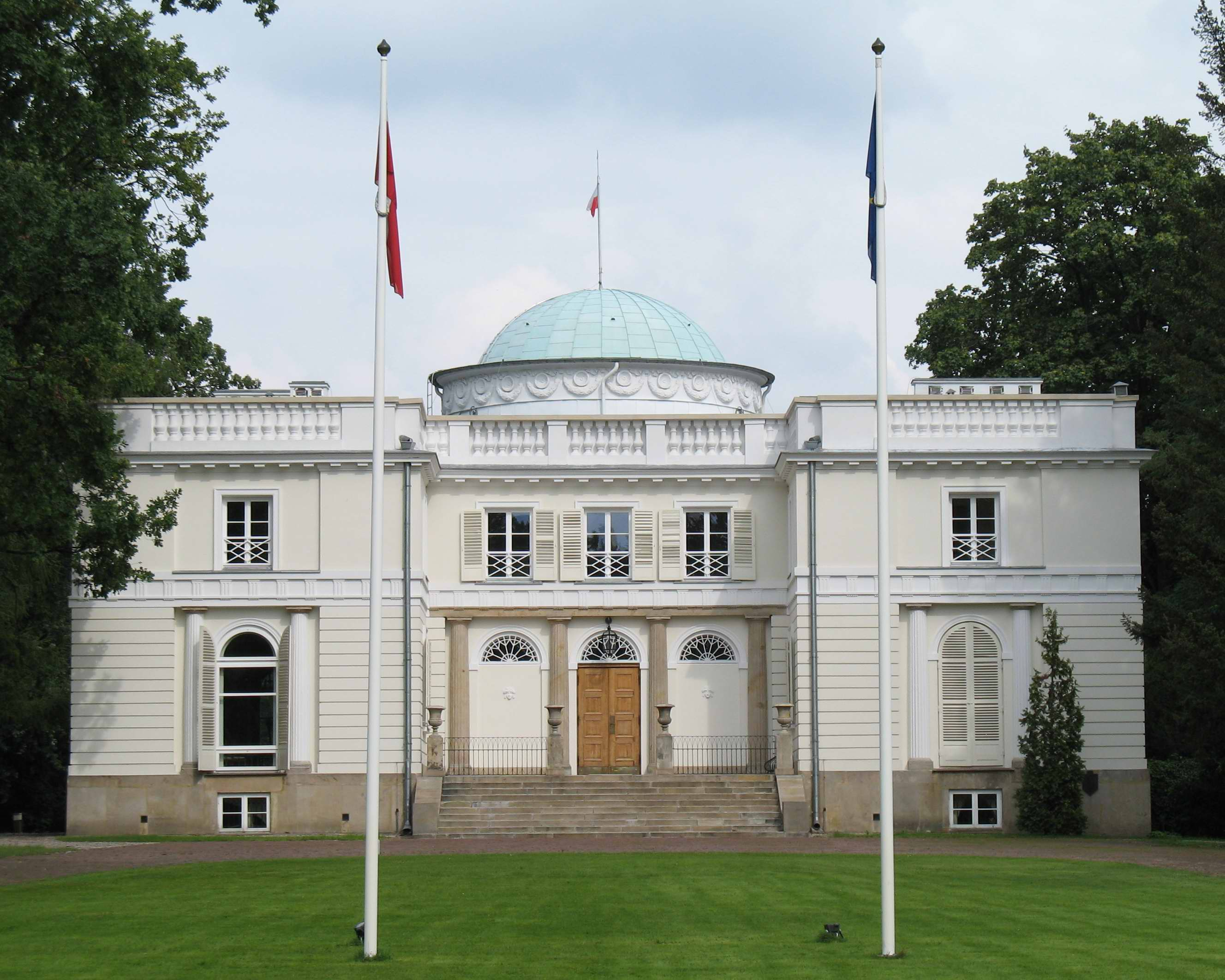
Potocki-Palast in Natolin
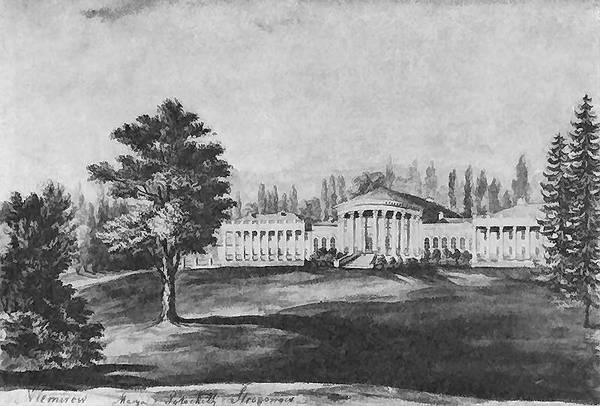
Schloss in Nemyriw
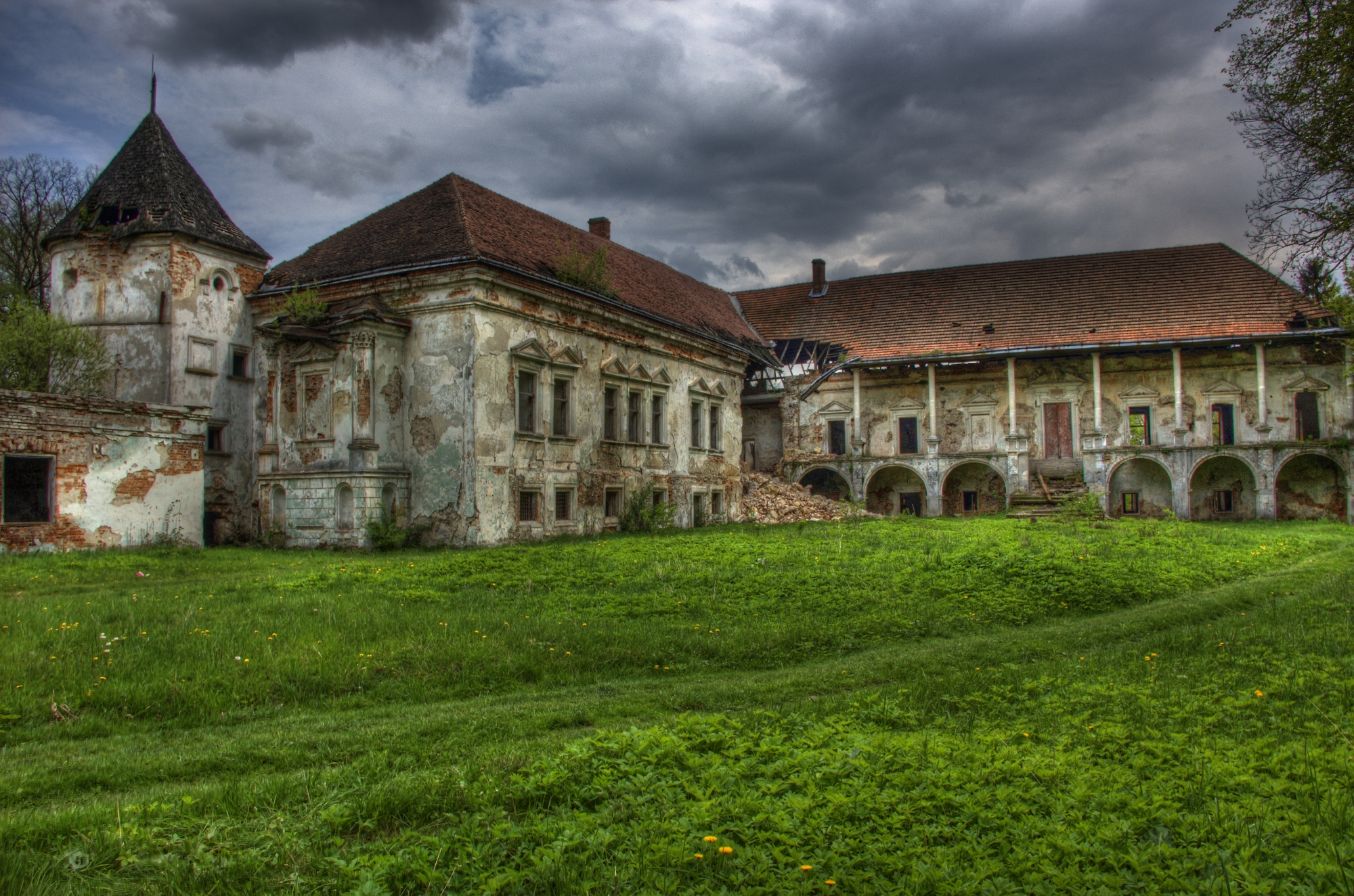
Ruine von Schloss Pomorzany (bei Lemberg)
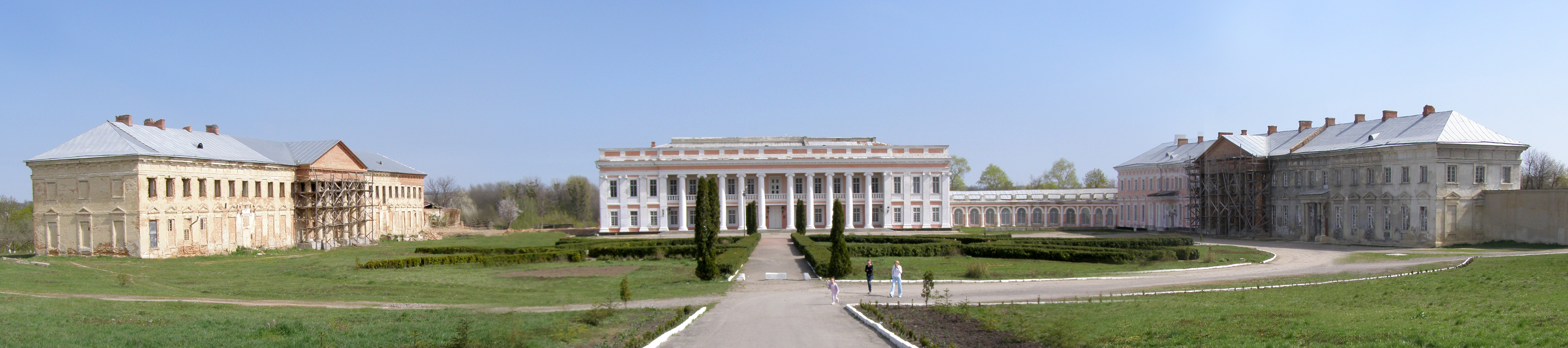
Palast in Tultschyn
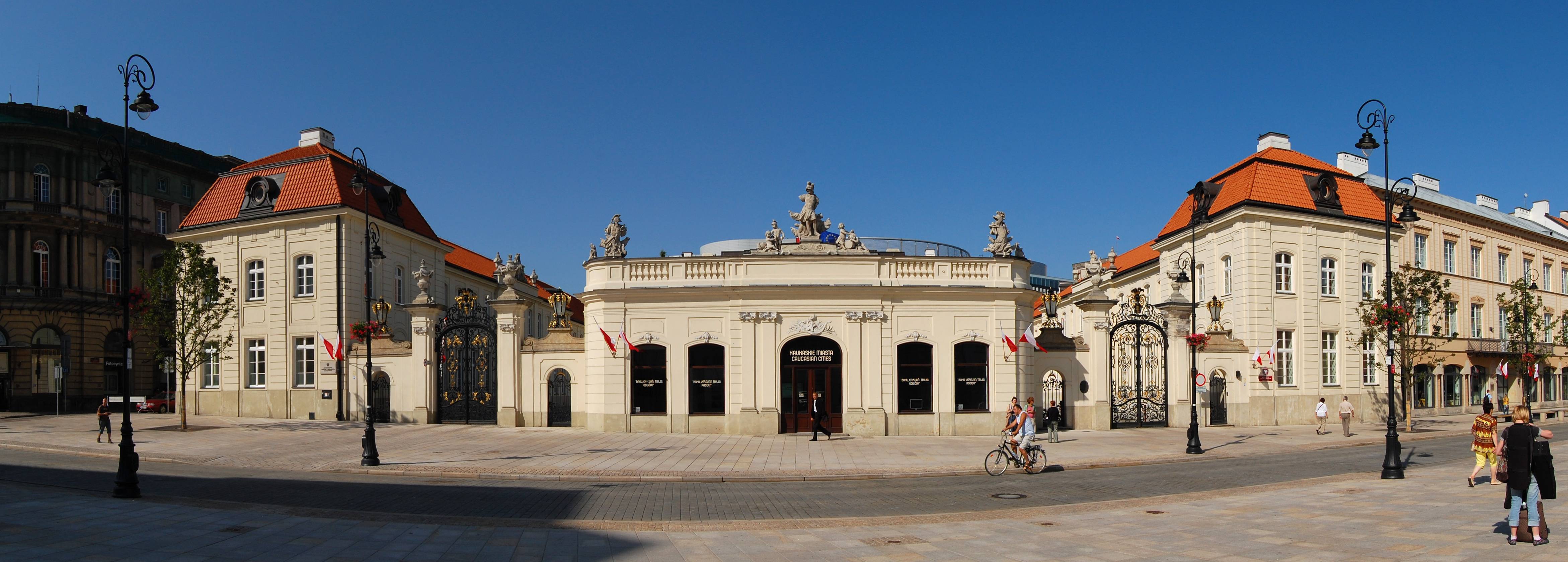
Potocki-Palast in Warschau
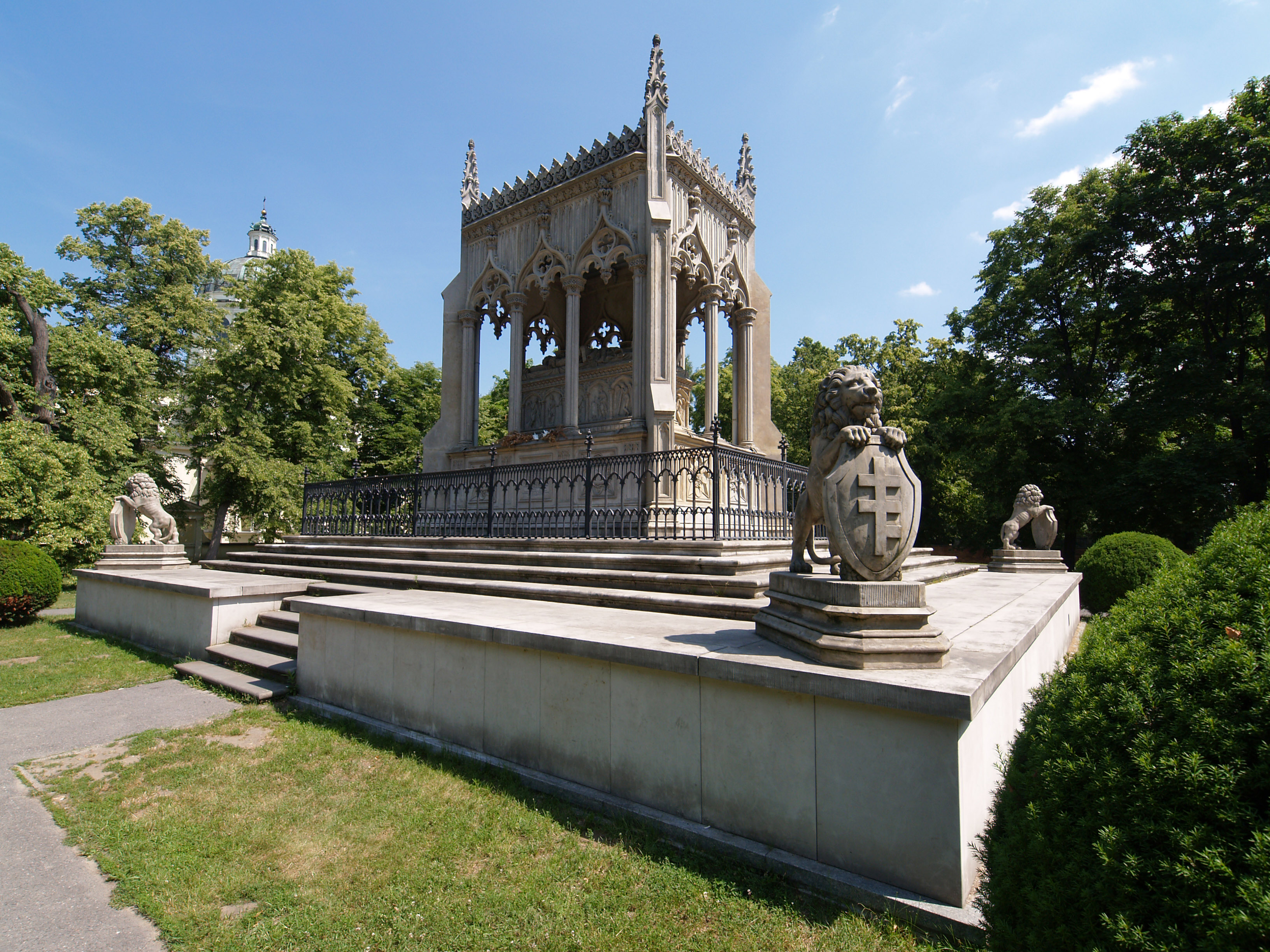
Potocki-Mausoleum am Wilanów-Palast, Warschau
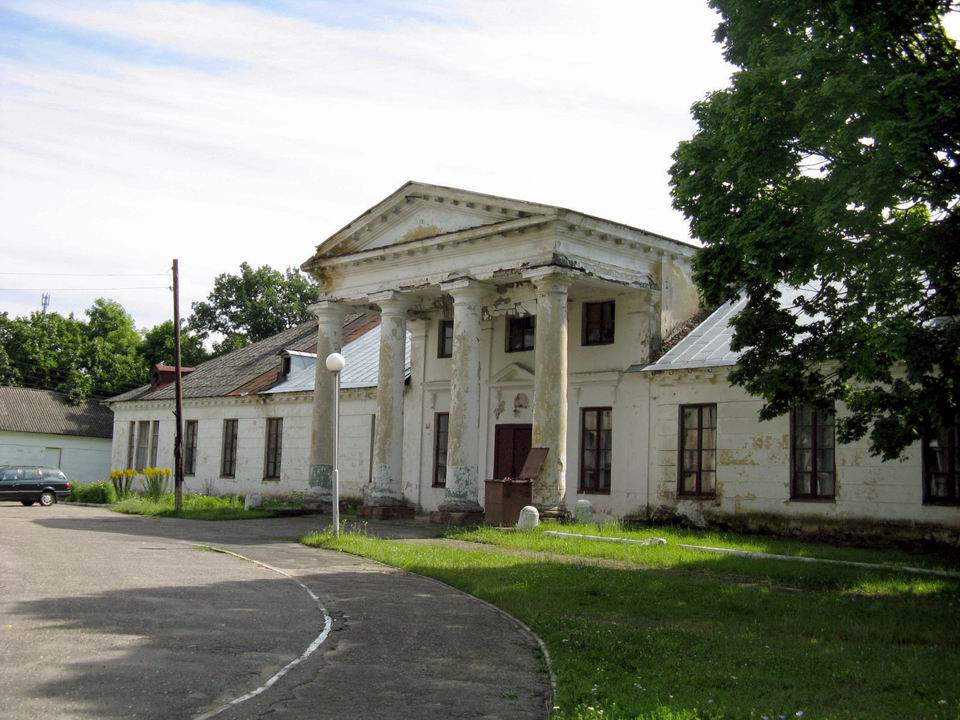
Palast in Wyssokaje
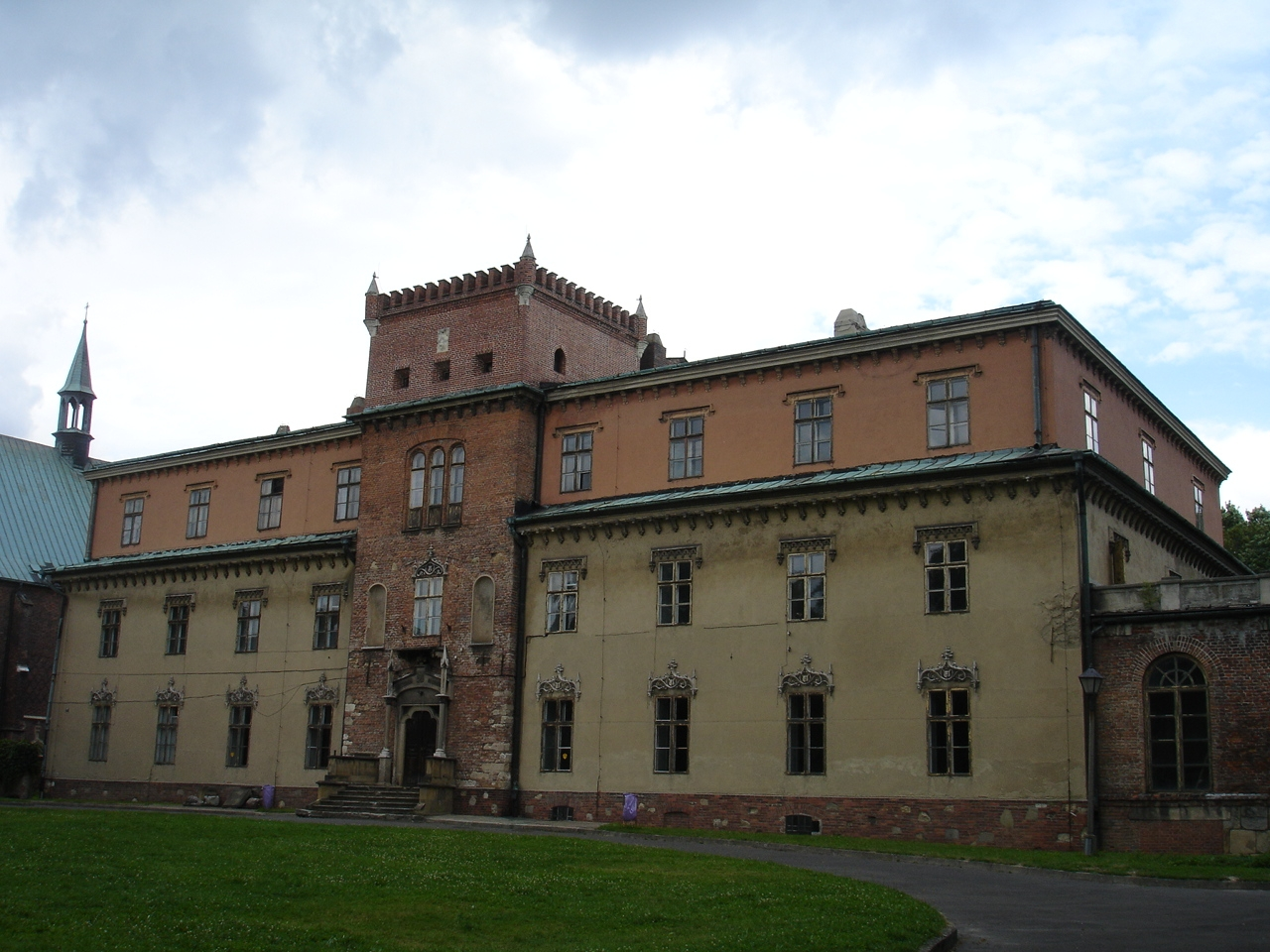
Schloss Zator
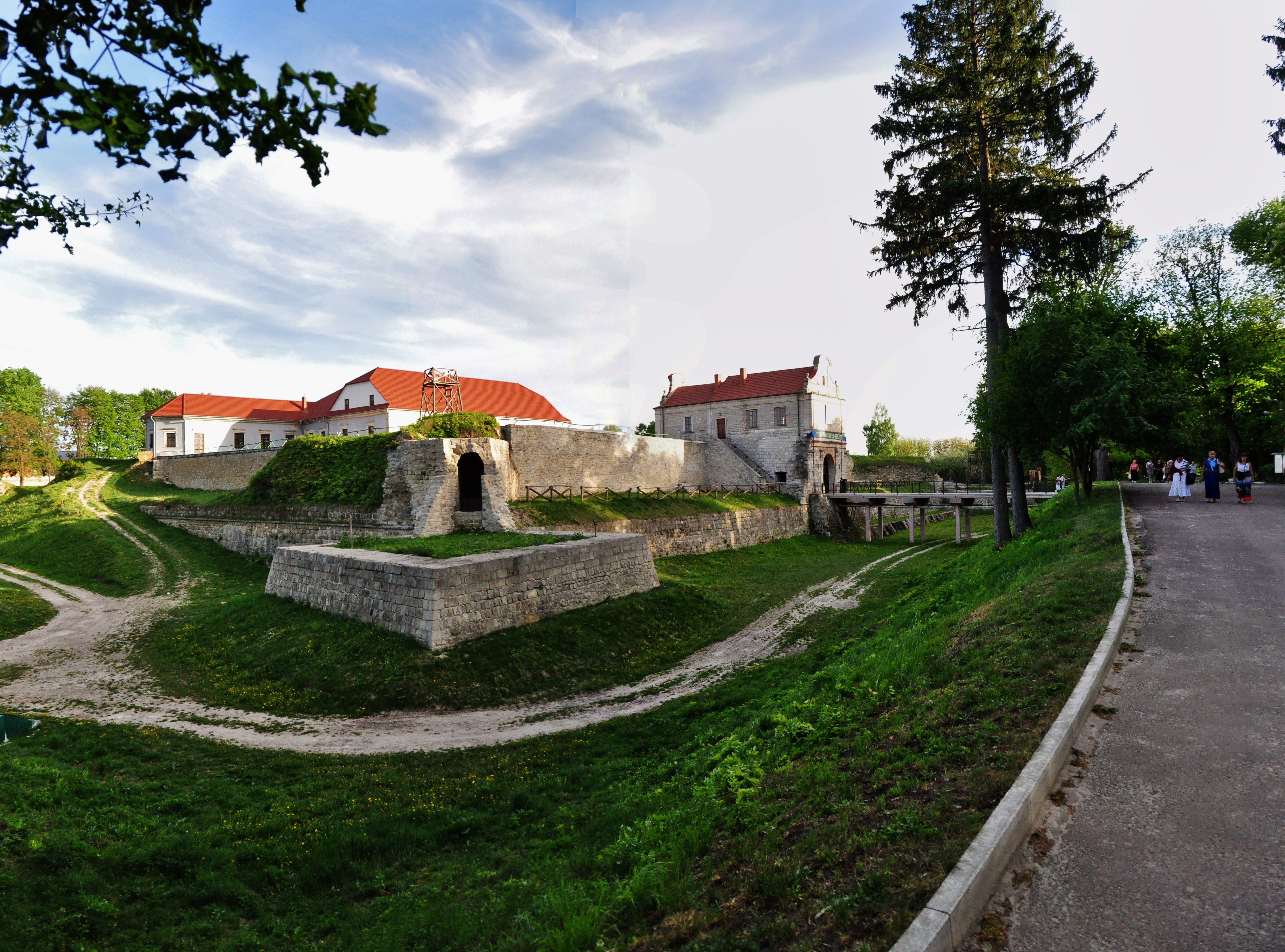
Schloss in Zbaraż

## Potockis und Wodka
Die Potockis destillierten Schnäpse in ihrer berühmten Łancut-Residenz, deren Teil die
älteste Destillerie Polens war. Die Potockis sind besser bekannt für ihren Beitrag zum polnischen Militär, Politik und kulturellen Geschichte über 600 Jahre hinweg.
Als die Potockis 1816 ihren Sitz in Łancut erwarben, war die Destillerie, die bereits 1784 existiert hatte, Teil des Erwerbs. Die Potockis bauten diese im 19. Jahrhundert intensiv aus.
Die Destillerie vom Graf Alfred Potocki war Habsburger Hoflieferant für Wodka, Brandy und Rum.
Heute wird Potocki Wódka in Zentralpolen unter dem derzeitigen Besitzer Graf Jan-Roman Potocki hergestellt.